# Scytalopus macropus
A Scytalopus macropus a madarak osztályának verébalakúak (Passeriformes) rendjébe és a fedettcsőrűfélék (Rhinocryptidae) családjába tartozó faj.

## Rendszerezése
A fajt Hans von Berlepsch és Jean Stanislaus Stolzmann írták le 1896-ban.

## Előfordulása
Az Andok keleti oldalán, Peru területén honos. Természetes élőhelyei a szubtrópusi és trópusi hegyi esőerdők, folyók és patakok környékén. Állandó, nem vonuló faj.

## Megjelenése
Testhossza 14 centiméter.

## Természetvédelmi helyzete
Az elterjedési területe nem nagy, egyedszáma viszont stabil. A Természetvédelmi Világszövetség Vörös listáján nem fenyegetett fajként szerepel.